# Поповка (Вачський район)
Поповка (рос. Поповка) — присілок в Вачському районі Нижньогородської області Російської Федерації.
Населення становить 22 особи. Входить до складу муніципального утворення робітниче селище Вача.

## Історія
Від 2009 року входить до складу муніципального утворення робітниче селище Вача.

## Населення
| 1859 | 1905 | 1926 | 1999 | 2002 | 2010 |
| ---- | ---- | ---- | ---- | ---- | ---- |
| 275  | ↘268 | ↗398 | ↘53  | ↗57  | ↘22  |